# Côte de Fallières
Pour les articles homonymes, voir Fallières.
La côte de Fallières est une région côtière de l'ouest de la péninsule Antarctique, en Antarctique.
Plus précisément, elle se trouve entre la tête du fjord Bourgeois (en) et le cap Jeremy (en) sur la baie de Marguerite et la barrière de Wordie. Elle est rejointe au sud par la côte de Rymill, et au nord par la côte de Loubet.
La côte de Fallières a été explorée pour la première fois en janvier 1909 par l'une des expéditions de Jean-Baptiste Charcot, qui l'a nommée en l'honneur d'Armand Fallières, alors président de la République française.